# Besse-et-Saint-Anastaise
Besse-et-Saint-Anastaise – miejscowość i gmina we Francji, w regionie Owernia-Rodan-Alpy, w departamencie Puy-de-Dôme.
Według danych na rok 1990 gminę zamieszkiwało 1799 osób, a gęstość zaludnienia wynosiła 25 osób/km² (Besse-et-Saint-Anastaise plasuje się pod względem liczby ludności na 120. miejscu na 1310 gmin Owernii, natomiast pod względem powierzchni – na miejscu 5.).
W górnej części miejscowości znajduje się stacja narciarska Super Besse, największa w Masywie Centralnym.